# سيرجيو غارسيا (لاعب كرة قدم مواليد 1982)
سيرجيو غارسيا (بالإسبانية: Sergio Alejandro García Nario)‏ هو لاعب كرة قدم مكسيكي في مركز حراسة المرمى، ولد في 19 سبتمبر 1982 في غوادالاخارا في المكسيك. لعب مع تيبورونيس روخوس دي فيراكروز وتيغريس أونال ونادي تشياباس ونادي جامعة غوادالاخارا ونادي شيفاز يو إس أي ونادي غوادالاخارا ونادي كيريتارو.

## وصلات خارجية
- سيرجيو غارسيا (لاعب كرة قدم مواليد 1982) على موقع الدوري الأمريكي (الإنجليزية)
- سيرجيو غارسيا (لاعب كرة قدم مواليد 1982) على موقع قاعدة بيانات كرة القدم.إي يو (الإنجليزية)
- سيرجيو غارسيا (لاعب كرة قدم مواليد 1982) على موقع Soccerway.com (الإنجليزية)
- سيرجيو غارسيا (لاعب كرة قدم مواليد 1982) على موقع AS.com (الإسبانية)